# 패트리스 피셔
패트리스 피셔(Patrice Fisher, 1978년 1월 5일 ~ )는 미국의 배우, 텔레비전 배우, 영화배우이다.
델 리오에서 태어났다.

## 영화
- 비하인드 더 스마일 (2006년)
- 오스틴 파워: 골드 멤버 (2002년)
- 하우 하이 (2001년)